# Astragalus wulumuquanus
Astragalus wulumuquanus là một loài thực vật có hoa trong họ Đậu. Loài này được K.T. Fu miêu tả khoa học đầu tiên năm 1982.